# Jean Bolland
Jean Bolland, S. J. (Johannes Bollandus) (13 de agosto de 1596 - 12 de septiembre de 1665) fue un sacerdote jesuita flamenco, teólogo y destacado hagiógrafo.
El principal logro de Bolland es la compilación de los primeros cinco volúmenes de las Vidas de los santos en latín, llamada Acta Sanctorum, una serie que fue continuada por otros, quienes, tras su muerte, formaron la Sociedad de Bolandistas.

## Vida y obra
Jean Bolland nació el 13 de agosto de 1596 en la aldea de Julémont, hoy parte de Herve (Bélgica), al noreste de la ciudad de Liège. La aldea de Bolland, de la que la familia tomó su nombre, está cerca. Ingresó en la Compañía de Jesús en 1612 en Mechelen. Tras sus estudios en los colegios jesuitas de Maastricht y Amberes, Bolland enseñó humanidades en Roermond, Den Bosch, Bruselas y Amberes. En 1620 Bolland fue enviado a estudiar teología a la Universidad de Lovaina. Cuatro años después recibió las órdenes sagradas y luego se convirtió en prefecto de estudios en el colegio jesuita de Mechelen. Bolland fue ordenado en 1625.
En 1630 fue llamado a Amberes por el superior de la provincia flamenca de la Compañía de Jesús para examinar los papeles dejados por el hagiógrafo Heribert Rosweyde, fallecido poco antes, y comunicar su opinión sobre lo que era aconsejable hacer con ellos. Bolland fue a Amberes, se familiarizó con los manuscritos y, si bien admitía que el trabajo era todavía un borrador tosco y defectuoso, expuso razones para creer que, sin un gasto indebido de trabajo, podía llevarse a una conclusión exitosa. Ofreció supervisar el trabajo con dos condiciones: que se le permitiera modificar el plan de Rosweyde según él lo entendía, y que los materiales de Rosweyde se reservaran para su uso exclusivo. El superior provincial, Jacques van Straten, aceptó las condiciones y Bolland fue trasladado del colegio de Malinas a Amberes, donde se convirtió en director de la «Congregación Latina», una congregación compuesta por las personas principales de la ciudad, y tuvo a su cargo la preparación de los Acta Sanctorum para su publicación.
Bolland comenzó trazando un plan aún más ambicioso. Rosweyde había limitado su búsqueda de textos originales a bibliotecas de Flandes y regiones vecinas. Rosweyde había propuesto publicar solo los textos originales, sin comentarios ni anotaciones, pero Bolland decidió aportar toda la información que pudiera encontrar para cada santo y su culto, anteponer a cada texto un estudio de su autor y de su valor histórico y añadir notas de explicación. Visitó bibliotecas monásticas, recopilando y copiando un considerable número de documentos.

## Llegada de Henschen
Poco después de llegar a Amberes, Bolland ya había logrado poner en buen orden los documentos relativos a los santos de enero, y había encontrado un editor, Jan van Meurs. Decidió organizar las entradas según el Calendario romano. Tras cinco años de trabajo en Amberes, resultó evidente que la tarea era demasiado grande para un solo hombre. Bolland pidió un asistente y esta petición fue apoyada por el abad de la Liessies, Antoine de Wynghe, quien proporcionó una asignación. En 1635 se le unió un antiguo alumno, Godfrey Henschen, que comenzó a trabajar en los santos de febrero, mientras Bolland preparaba el material para enero. Bolland sugirió que Henschen se encargara de un par de santos de febrero y redactara un comentario. Cuando vio lo exhaustivo del trabajo de Henschen, retiró sus páginas de la imprenta y juntos las revisaron.
Tras catorce años de trabajo, los dos volúmenes de enero se imprimieron en Amberes en 1643.
El trabajo sobre el volumen de enero se realizó en dos buhardillas donde Bolland guardaba sus papeles y libros. Como empezar a subir los empinados escalones resultó difícil, pidió y obtuvo el uso de una habitación vacía en el segundo piso, que más tarde se convirtió en el Museo Bolandista. Los tres volúmenes de febrero se publicaron en 1658. Henschen continuó trabajando en la publicación de los Acta Sanctorum hasta su muerte en 1681.
En 1659 Bolland recibió ayuda de un tercer jesuita, Daniel van Papenbroek, quien a la postre realizó la mayor parte del trabajo de los 18 volúmenes de los Acta Sanctorum. Alejandro VII invitó a Bolland a Roma ofreciéndole acceso a manuscritos en la Biblioteca Apostólica Vaticana. Por razones de salud, Bolland envió a Henschen y Papenbroek. Entre 1660 y 1662 viajaron por Alemania, Francia e Italia, buscando documentos antiguos en monasterios y bibliotecas.
Jean Bolland murió en Amberes, a los 69 años, en 1665.